# Éditions Weyrich
Pour les articles homonymes, voir Weyrich.
Les Éditions Weyrich sont une maison d'édition belge francophone, située à Neufchâteau (en Région wallonne, dans la province de Luxembourg). 

## Historique
La maison d'édition Weyrich est issue d'une société de communication créée en 1999 par Olivier Weyrich. Ce dernier, actuel directeur des Éditions Weyrich, lancera la même année un hebdo régional : L'Info.
D'abord spécialisée dans la réalisation, la mise en page et l’impression de brochures et de dépliants, la société se tourne à partir de septembre 2001, vers l’édition et la production de livres (sa première publication est un manuel de soins palliatifs à domicile). Elle élargit par la suite ses activités à la diffusion de ses propres ouvrages et de ceux d’éditeurs français dans toute la partie francophone de la Belgique, au Grand-duché de Luxembourg et dans le nord de la France.

## Les Éditions aujourd'hui
Implantée au cœur de l'Ardenne belge, cette entreprise affirme être attachée à sa région, ce qui ne l’empêche pas de nouer des liens avec certains pays éloignés et plus particulièrement avec la République démocratique du Congo, utilisant les liens culturels et les échanges subsistant entre ce pays et la Belgique.
Les Éditions Weyrich représentent aujourd'hui plus de 200 titres. Cette maison s'est spécialisée dans la réalisation de beaux livres répartis en différentes collections.
Environ 30 livres sont édités désormais chaque année,.
Liste non exhaustive des collections éditées : 
- L’âme de l’Ardenne : explore les caractéristiques de cette région dominée par la forêt ;
- L’esprit des lieux : collection consacrée au patrimoine architectural ;
- Carnets Nature : carnets consacrés aux jardins, bocages, prairies... ;
- Grandeur d’arbres ;
- La belle Province : consacré aux richesses du Luxembourg belge ;
- Livres DVD : collection consacrée à l'Ardenne ;
- Printemps de l’éthique : collection destinée aux acteurs des soins de santé ;
- Célébration : consacrée aux objets du quotidien ;
- Weyrich Africa : consacrée à l'Afrique centrale ;
- Jean-Claude Servais : rassemble plusieurs pièces originales de l'œuvre de Jean-Claude Servais[9] ;
- Bataille des Ardennes : compile différents témoignages sur la Seconde Guerre mondiale ;
- Peintres : consacré aux personnalités marquantes de la vie picturale du Luxembourg belge ;
- Trèfles à 4 feuilles : guides pratiques (gastronomie, jardinage...) ;
- Plumes du Coq : nouvelle collection lancée pour les dix ans[8] et consacrée aux romans, avec un ancrage wallon.